# Griswold (Iowa)
Pour les articles homonymes, voir Griswold.
Griswold est une ville du comté de Carroll, en Iowa, aux États-Unis. Elle est incorporée le 13 décembre 1885. La ville porte le nom d'un directeur d'une compagnie de chemin de fer, J. N. A. Griswold.

## Source de la traduction
- (en) Cet article est partiellement ou en totalité issu de l’article de Wikipédia en anglais intitulé « Griswold, Iowa » (voir la liste des auteurs).